# Lourdes Espinola
Lourdes Espinola (Assunção, 9 de fevereiro de 1954) é uma poeta Paraguaia, diplomata, professora universitária, crítica literária e jornalista cultural.

## Biografia
Entre os anos 1975 e 1985, morou nos E.U.A. como membro activo do mundo cultural norte-americano, tendo sido membro da Modern Language Association, da South Central Modern Language Association, e da Latin American Studies Association.
Sua obra foi traduzida para o francês, italiano, alemão, Inglês e Português e publicado em França, Espanha, Estados Unidos, Portugal, Alemanha, Itália, México, Venezuela e Argentina, entre outros países. Sua literatura é estudada na Faculdade de Letras de Universidades europeias e americanas.
Sua formação universitária engrossa as áreas das Ciências e Biologia, a Administração Pública, as Humanidades, e a Literatura. Possui uma Licenciatura em Letras e em Biologia da North Texas State University (E.U.A.), um Master em Administração Publica da Southwest Texas State University (E.U.A.), um Doutoramento em Odontologia da Universidad Nacional em Paraguai, além de um Doutorado em Filologia da Universidad Complutense de Madrid, Espanha.

### Como escritora, professora e crítica literária
Foi convidada pelo Governo dos Estados Unidos para o prestígioso International Writer's Program, na Universidade de Iowa, em 1997. Durante esse período foi escritora convidada no Wellesley College, na Universidade de Miami e no Banco Interamericano de Desenvolvimento, em Washington DC, entre outras instituições.
Foi homenageada pelo Governo francês como escritora convidada, dando leituras e palestras nas universidades de Caen, Lyon, Universidade de Toulouse II-Le Mirail, Avignon, Montpellier, Rouen e Sorbonne. Em 2005, ela foi eleita Poeta Estrangeira do Ano na França, pela Câmara Internacional de Poetas e Escritores (La Maison Internationale des poètes et des écrivains).
Foi escritora convidada na Alemanha na Universidade de Heidelberg. Membro do Conselho Editorial de Letras Femeninas dos EUA, órgão oficial da Associação de Literatura Femenina Hispana-Americana. Ela é fundadora e ex-presidente da Escritoras Paraguayas Asociadas (E.P.A.).
Como resultado de workshops de tradução das Universidades da Sorbonne e Rouen, na França, e de Lausanne, na Suíça, sua obra foi publicada em edição bilingue (espanhol-francês) por Adelaide de Chatellus (Editorial Le Temps des Cerises) em França.
Jornalista e colunista do Diario Noticias e Ultima Hora do Paraguai.
Ministrou palestras e aulas sobre literatura feminina, literatura e poesia paraguaia e latino-americano, além sobre sua obra, em vários congressos, seminários e simpósios na Europa, Estados Unidos e América Latina.
Ela é professora de Doutorado e de Mestrado em Educação na Universidade Americana e na Universidade do Norte e tem sido Professora de Pós-Graduação da Universidade Católica Nossa Senhora da Assunção e da carreira de Letras da Universidade Nacional de Assunção.

### Como diplomata e gestora cultural
Foi a Chefe de Relações Internacionais do Centro Paraguaio-Japonês (Câmara Municipal de Assunção) e Chefe de Relações Internacionais da Direcção de Cultura da Câmara Municipal de Assunção. Assessora de Relações Internacionais do Governo do Departamento Central do Paraguai, Assessora da Comissão Consultiva para a Igualdade de Género do Congresso Nacional e Assessora de Relações Internacionais do Centro Cultural da República Cabildo (Congresso da Nação).
Também exerceu como Directora-Geral de Relações Internacionais do Ministério da Educação de Paraguai e foi Secretária-Geral de UNESCO Paraguai.
Ela tem sido um consultor para a Organização das Nações Unidas e tradutor para a competição Relatórios de Desenvolvimento Humano da Organização. Ele também tem sido um tradutor para a Cruz Vermelha Suíça e tradutora e intérprete na Assembleia Ordinária XX da Organização dos Estados Americanos, realizada em 1990.
Foi Conselheiro da Embaixada do Paraguai em Madrid e Adida para Assuntos Culturais na Embaixada do Paraguai em Lisboa.
Atualmente é Diretora de Relações Culturais e Turismo do Ministério das Relações Exteriores da República do Paraguai.

## Obras
- VISIÓN DEL ARCÁNGEL EN ONCE PUERTAS (1973; Editorial Ocara Poty Cue Mi; Assunção)
- MONOCORDE AMARILLO (1976; Editorial Ocara Poty Cue Mi; Assunção)
- ALMENAS DEL SILENCIO (1977; Editorial La Cultura; Assunção)
- SER MUJER Y OTRAS DESVENTURAS / WOMANHOOD AND OTHER MISFORTUNES, edição bilingue Inglês-Espanhol traduzido por Naomi Lindstrom (1985, Latitudes Press; Estados Unidos)
- TÍMPANO Y SILENCIO (1986; Alcandara Editora; Assunção)
- PARTIDAS Y REGRESOS, prefaciado por Augusto Roa Bastos (1990; Intercontinental Editora; Assunção)
- LA ESTRATEGIA DEL CARACOL (1995; Editorial Tiempos de poesía Buenos Aires - Ed. Arandurā Assunção)
- ENCRE DE FEMME / TINTA DE MUJER, edição bilingue espanhol-francês, traduzido e prefaciado por Claude Couffon (1997; Índigo Editions; París)
- LES MOTS DU CORPS / LAS PALABRAS DEL CUERPO, edição bilingue espanhol-francês, traduzido e prefaciado por Claude Couffon (2001; Índigo Cote Femmes; París)
- AS NÚPCIAS SILENCIOSAS, traduzido por Albano Martins (2006; Ediciones Quasi; Lisboa)
- DESNUDA EN LA PALABRA, prefaciado por José Emilio Pacheco (2011; Ediciones Torremozas; Madrid)
- VIAJE AL PARAÍSO, novela (2012; Editorial Servilibro; Assunção) - Menção Honrosa do Prêmio Nacional de Literatura daquele ano
- JUANA DE LARA: PRÓCER PARAGUAYA, ensayo (2012; Editorial Servilibro; Assunção)
- ANTOLOGÍA POÉTICA (2013; Editorial Servilibro; Assunção)

## Distinções
- Primeiro Prémio de Poesia Sigma Delta Pi, Sociedade Hispânica Honoraria dos Estados Unidos
- Primeiro Prémio, Concurso Literário Internacional Santiago Vilas, Sociedade Honorária de Línguas Estrangeiras dos Estados Unidos
- Prêmio La Porte des Poètes em Paris, França
- Cidadão Honorário do Estado do Texas, EUA, por sua obra literária
- Poeta estrangeira do ano na França, Maison Internationale des poètes et des écrivains, 2005
- Prémio Nacional de Poesia Herib Campos Cervera, 2012[2]
- Menção Honrosa, Prémio Nacional de Literatura Paraguai, 2012
- Decoração das Ordem das Artes e das Letras pelo Governo da República da França, no grau de Cavaleiro, 2011 [3][4][5]